# Nhà thiên văn Anh
Danh sách các nhà thiên văn Anh nổi tiếng và một số nhà khoa học có tác động gần gũi đến thiên văn học.
- John Couch Adams (1819-1892), nhà thiên văn và toán học
- Sir George Biddell Airy (1801-1892), nhà thiên văn và vật lý
- Sir Edward Victor Appleton (1892-1965), nhà thiên văn, giải thưởng Nobel về vật lý
- Francis Baily (1774-1844), nhà thiên văn
- Patrick Blackett (1897-1974), nhà vật lý thực nghiệm và thiên văn, giải thưởng Nobel về vật lý
- James Bradley (1693-1762), nhà thiên văn
- Geoffrey Burbidge (1925), nhà thiên văn
- James Cook (1728-1779), nhà thiên văn và nhà thám hiểm biển
- George Howard Darwin (1845-1912), nhà thiên văn
- Herbert Dingle (1890-1978), nhà thiên văn
- Thomas Digges (1546-1585), nhà thiên văn
- Frank Watson Dyson (1868-1939), nhà thiên văn
- John Flamsteed (1646-1719), nhà thiên văn
- Edmund Halley (1656-1742), nhà toán học, nhà vật lý và nhà thiên văn
- Stephen William Hawking (1942-), nhà vật lý
- William Herschel (1738-1822), nhà thiên văn
- Isaac Newton (1643-1727), nhà vật lý và toán học